# Artsyom Vaskow
Artsyom Vaskow (tiếng Belarus: Арцём Васькоў; tiếng Nga: Артём Васьков; sinh 21 tháng 10 năm 1988) là một cầu thủ bóng đá Belarus. Tính đến năm 2018, anh thi đấu cho Smolevichi.

## Danh hiệu
Torpedo-BelAZ Zhodino
- Vô địch Cúp bóng đá Belarus: 2015–16